# Let’s Hurt Tonight
„Let’s Hurt Tonight” – singel amerykańskiego zespołu OneRepublic.  Utwór został wydany 9 stycznia 2017 roku jako trzeci singel promujący czwarty album zespołu, Oh My My. Piosenka promowała film Ukryte piękno.

## Lista utworów
Digital download
- „Let’s Hurt Tonight” – 3:14
- „Let’s Hurt Tonight” (wersja z filmu Ukryte piękno) – 3:29

## Teledysk i promocja utworu
6 listopada zespół wykonał utwór podczas gali MTV Europe Music Awards, natomiast 6 grudnia w programie The Voice. Tego samego dnia premierę miał teledysk do utworu zawierający sceny z filmu Ukryte piękno. Teledysk został nakręcony w Nowym Jorku, a reżyserią klipu zajął się David Frankel. 16 lutego 2017 roku zaprezentowano oficjalny teledysk do utworu, bez scen z filmu.

## Najwyższe pozycje na listach
| Notowanie (2016/2017)       | Najwyższa pozycja |
| --------------------------- | ----------------- |
| Austria (Ö3 Austria Top 40) | 61                |
| Niemcy (Single Charts)      | 98                |
| Szwajcaria (Singles Top 75) | 45                |
| USA (Adult Pop Songs)       | 21                |
| Włochy (Top Digital)        | 19                |

## Certyfikaty
| Kraj/region | Wydawca           | Certyfikat         | Źródło |
| ----------- | ----------------- | ------------------ | ------ |
| Brazylia    | Pro-Música Brasil | Złota płyta        | [ 10 ] |
| Włochy      | FIMI              | 2× platynowa płyta | [ 11 ] |